# 川邊郡
川邊郡（日语：／ Kawabe gun */?）是位於日本兵庫縣的郡。
現僅轄有1町：
- 豬名川町

在1879年日本實施郡區町村編制法時的轄區還包括現在的川西市全部範圍、伊丹市大部分地區、尼崎市大部分地區、寶塚市的武庫川以北區域、三田市東部地區、大阪府豐能郡豐能町部分地區。

## 歷史
過去屬於攝津國轄下的郡。依據10世紀編撰的和名類聚抄，當時此郡下轄：雄家鄉、山本鄉、為奈鄉、郡家鄉、楊津鄉、余戶鄉、大神鄉、雄上鄉。有時在文獻中漢字會記為河邊郡。
19世紀末江戶時代結束之際，郡內區域分屬幕府、尼崎藩、麻田藩、飯野藩、小泉藩、岡部藩、近衛家的領地。
隨著1868年幕府的結束及接著實施的廢藩置縣政策，郡內各地曾先後分屬大坂裁判所司農局、攝津縣、豐崎縣、兵庫縣、尼崎縣、麻田縣、小泉縣、半原縣、額田縣管轄，直到1871年才全數整併為兵庫縣的轄區。1876年實施郡區町村編制法，正式的設置了近代的行政區劃「川邊郡」，當時的郡役所設在伊丹町（位於現在的伊丹市）。

### 年表

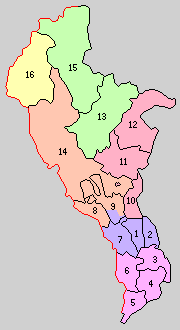
1889年時川邊郡轄下的行政區劃：
1.伊丹町 2.神津村 3.園田村 4.小田村 5.尼崎町 6.立花村 7.稻野村 8.小濱村 9.長尾村 10.川西村 11.多田村 12.東谷村 13.中谷村 14.西谷村 15.六瀨村 16.高平村
（桃色：現屬尼崎市、紫色：現屬伊丹市、橙色：現屬寶塚市、紅色：現屬川西市、黃色：現屬三田市、綠色：現屬豬名川町）

- 1889年04月1日：實施町村制，川邊郡下設：伊丹町（日语：伊丹町）、神津村（日语：神津村）、園田村（日语：園田村 (兵庫県)）、小田村（日语：小田村 (兵庫県)）、尼崎町（日语：尼崎町）、立花村（日语：立花村 (兵庫県)）、稻野村（日语：稲野村）、小濱村、長尾村（日语：長尾村 (兵庫県川辺郡)）、川西村、多田村（日语：多田村 (兵庫県)）、東谷村（日语：東谷村 (兵庫県)）、中谷村（日语：中谷村 (兵庫県)）、西谷村（日语：西谷村 (兵庫県川辺郡)）、六瀨村（日语：六瀬村）、高平村（日语：高平村 (兵庫県)）。（2町14村）
- 1896年04月1日：高平村改隸屬有馬郡。（2町13村）
- 1896年7月1日：實施郡制（日语：郡制），設立郡參事會（日语：郡参事会）。
- 1916年04月1日：尼崎町和立花村的東難波、西難波地區合併為尼崎市，並脫離川邊郡。[2]（1町13村）
- 1923年04月1日：廢除郡會和郡參事會。
- 1925年10月1日：川西村改制為川西町（日语：川西町 (兵庫県)）。（2町12村）
- 1926年07月1日：廢除郡役所，此後郡不再作為行政區劃，只作為地名的表示。
- 1936年4月1日：小田村與尼崎市合併，合併後的新行政區劃名稱仍為「尼崎市」。（2町11村）
- 1940年11月10日：伊丹町和稻野村合併為伊丹市，並脫離川邊郡。（1町10村）
- 1942年02月11日：立花村被併入尼崎市入。（1町9村）
- 1947年03月1日：（1町7村）
  - 神津村被併入伊丹市。[3]
  - 園田村被併入尼崎市。
- 1951年03月15日：小濱村改制為町，同時改名為寶塚町（日语：宝塚町）。（2町6村）
- 1954年04月1日：寶塚町和武庫郡良元村（日语：良元村）合併為寶塚市，並脫離川邊郡。（1町6村）
- 1954年8月1日：川西町、多田村、東谷村合併為川西市，並脫離川邊郡。[4]（4村）
- 1955年03月10日：長尾村被併入寶塚市。（3村）
- 1955年03月14日：西谷村被併入寶塚市。（2村）
- 1955年04月10日：中谷村和六瀨村合併為豬名川町。[5]（1町）

### 變遷表
| 1889年4月1日 | 1889年-1926年             | 1926年-1944年             | 1944年-1954年             | 1954年-1989年                                  | 1989年-現在            | 現在                   |
| ------------ | ------------------------- | ------------------------- | ------------------------- | ---------------------------------------------- | ---------------------- | ---------------------- |
| 武庫郡良元村 | 武庫郡良元村              | 武庫郡良元村              | 武庫郡良元村              | 1954年4月1日 寶塚市                            | 寶塚市                 | 寶塚市                 |
| 小濱村       | 小濱村                    | 小濱村                    | 1951年3月15日 寶塚町      | 1954年4月1日 寶塚市                            | 寶塚市                 | 寶塚市                 |
| 長尾村       | 長尾村                    | 長尾村                    | 長尾村                    | 1955年3月10日 併入寶塚市                       | 寶塚市                 | 寶塚市                 |
| 西谷村       | 西谷村                    | 西谷村                    | 西谷村                    | 1955年3月14日 併入寶塚市                       | 寶塚市                 | 寶塚市                 |
| 中谷村       | 中谷村                    | 中谷村                    | 中谷村                    | 1955年4月10日 豬名川町                         | 1955年4月10日 豬名川町 | 1955年4月10日 豬名川町 |
| 六瀨村       |                           |                           |                           | 1955年4月10日 豬名川町                         | 1955年4月10日 豬名川町 | 1955年4月10日 豬名川町 |
| 川西村       | 1925年10月1日 川西町      | 1925年10月1日 川西町      | 1925年10月1日 川西町      | 1954年8月1日 川西市                            | 1954年8月1日 川西市    | 1954年8月1日 川西市    |
| 多田村       |                           |                           |                           | 1954年8月1日 川西市                            | 1954年8月1日 川西市    | 1954年8月1日 川西市    |
| 東谷村       |                           |                           |                           | 1954年8月1日 川西市                            | 1954年8月1日 川西市    | 1954年8月1日 川西市    |
| 伊丹町       | 伊丹町                    | 1940年11月10日 伊丹市     | 1940年11月10日 伊丹市     | 伊丹市                                         | 伊丹市                 | 伊丹市                 |
| 稻野村       |                           | 1940年11月10日 伊丹市     | 1940年11月10日 伊丹市     | 伊丹市                                         | 伊丹市                 | 伊丹市                 |
| 神津村       | 神津村                    | 神津村                    | 1947年3月1日 併入伊丹市   | 伊丹市                                         | 伊丹市                 | 伊丹市                 |
| 小田村       | 小田村                    | 1936年4月1日 尼崎市       | 尼崎市                    | 尼崎市                                         | 尼崎市                 | 尼崎市                 |
| 尼崎町       | 1916年4月1日 尼崎市       | 1936年4月1日 尼崎市       | 尼崎市                    | 尼崎市                                         | 尼崎市                 | 尼崎市                 |
| 立花村       | 1916年4月1日 尼崎市       | 1936年4月1日 尼崎市       | 尼崎市                    | 尼崎市                                         | 尼崎市                 | 尼崎市                 |
| 立花村       | 1942年2月11日 併入尼崎市  |                           | 尼崎市                    | 尼崎市                                         | 尼崎市                 | 尼崎市                 |
| 園田村       | 園田村                    | 園田村                    | 1947年3月1日 併入尼崎市   | 尼崎市                                         | 尼崎市                 | 尼崎市                 |
| 高平村       | 1896年4月1日 有馬郡高平村 | 1896年4月1日 有馬郡高平村 | 1896年4月1日 有馬郡高平村 | 1956年9月30日 有馬郡三田町 1958年7月1日 三田市 | 三田市                 | 三田市                 |